# Adolf Rembte

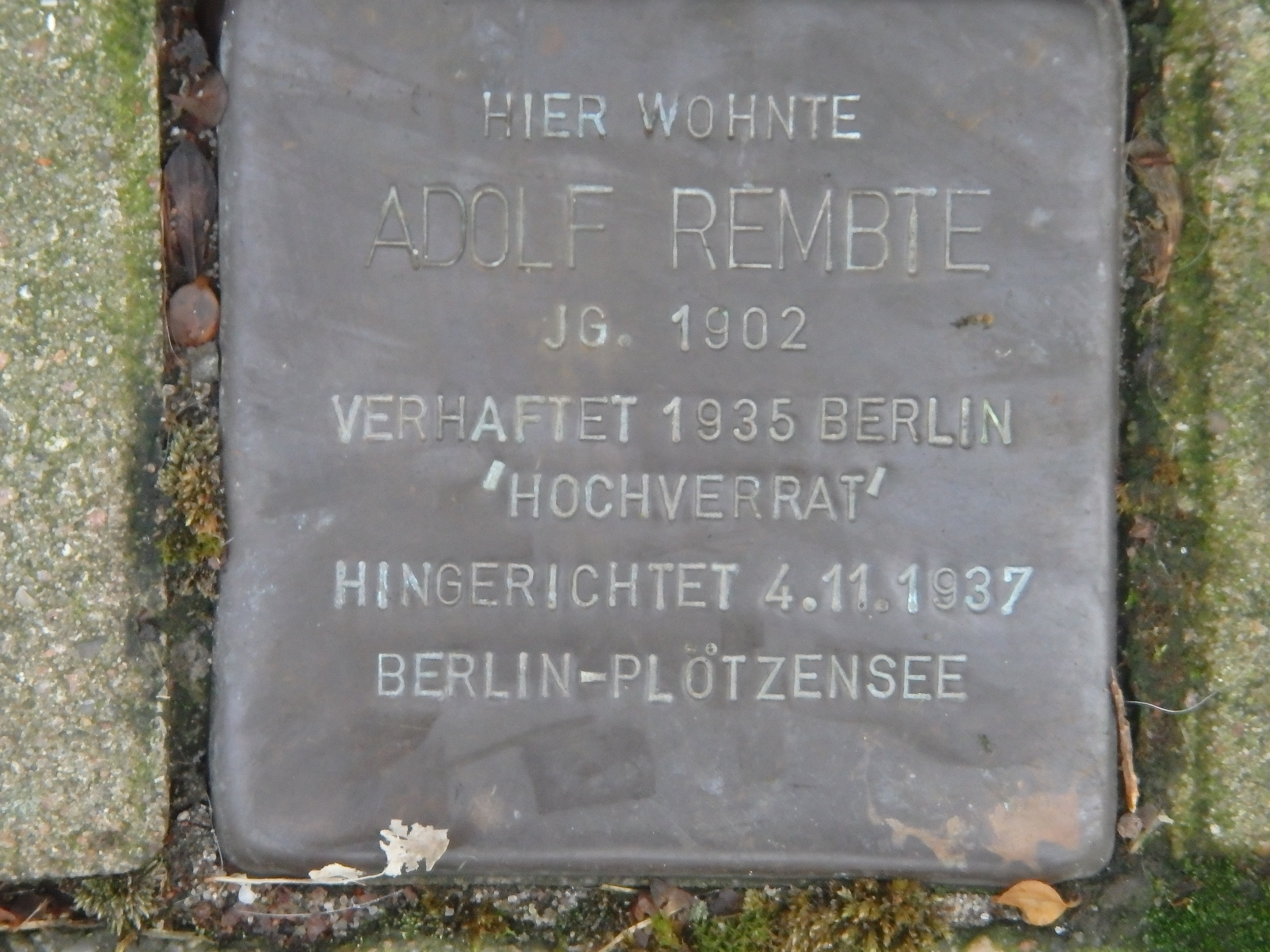
Stolperstein für Adolf Rembte

Adolf Rembte (* 21. Juli 1902 in Kirchsteinbek; † 4. November 1937 in der Strafanstalt Berlin-Plötzensee) war ein deutscher Kommunist und Widerstandskämpfer gegen das NS-Regime.

## Leben
Rembte erlernte den Beruf des Bäckers. Anfang 1919 trat er in die Sozialistische Arbeiter-Jugend (SAJ) ein. 1922 wurde er Mitglied der Kommunistischen Partei Deutschlands (KPD). Als Teilnehmer am Hamburger Aufstand wurde er nach längerer Untersuchungshaft am 23. März 1925 wegen „Beihilfe zum Hochverrat“ zu zweieinhalb Jahren Festungshaft verurteilt.
Anfang 1926 war er zunächst Volontär, dann Redakteur bei der Hamburger Volkszeitung. 1927 wurde Rembte von der KPD als hauptberuflicher Parteifunktionär ins Auge gefasst und zum Zwecke der professionellen Schulung als Funktionär an die Internationale Lenin-Schule nach Moskau geschickt, die er von November 1927 bis Frühjahr 1930 als Kursant besuchte. Anschließend besuchte er im Herbst 1930 noch einige Wochen das Moskauer Institut für Geschichte und Recht. Im Jahr 1930 kehrte Rembte wieder nach Deutschland zurück, wo er in den nächsten Jahren eine Reihe von Funktionen in der KPD übernahm: So wurde er im Sommer 1931 Kursleiter an der Reichsparteischule der KPD „Rosa Luxemburg“ in Fichtenau bei Berlin. Im August 1931 wurde Rembte in Stuttgart verhaftet. 1932 wurde er vom Reichsgericht wegen Vorbereitung zum Hochverrat zu zwei Jahren Festungshaft verurteilt, kam jedoch nach der Amnestie vom Dezember 1932 vorzeitig frei.
Nach der „Machtergreifung“ der Nationalsozialisten 1933 beteiligte sich Rembte am illegalen kommunistischen Widerstand. Rembte traf sich mehrmals mit dem Politbüromitglied Hermann Schubert, der ihn als Polleiter nach Halle-Merseburg schickte. Von Juni bis November 1933 war er unter dem Decknamen „Rudolf“ Oberberater der dortigen Bezirksleitung. Im Dezember 1933 ging er nach Düsseldorf und war hier unter den Decknamen „Poser“ bzw. „Oscar“ Polleiter der illegalen KPD-Bezirksleitung Niederrhein. Seit Mai 1934 gehörte Rembte als Nachfolger von Wilhelm Kox der illegalen Landesleitung der KPD in Berlin an, die damals die höchste Inlandsinstanz der Partei in Deutschland bildete. Außer Rembte gehörten ihr zu diesem Zeitpunkt noch Otto Wahls und Philipp Daub bzw. Paul Merker an. Ende 1934 wurde Rembte nach Moskau geschickt. Im Februar 1935 reiste er von Moskau nach Prag. Hier traf er sich täglich mit Robert Stamm und Herbert Wehner, um die neue Landesleitung in Berlin vorzubereiten. Rembte kam am 2. März 1935 in Berlin an. Hier wurde er bereits bei einem konspirativen Treffen am 27. März 1935 zusammen mit Käthe Lübeck, Robert Stamm und Max Maddalena verhaftet (Wehner hatte die Reise nicht angetreten).
Nach einer kurzen Haft im Hausgefängnis der Gestapo verbrachte Rembte zwei Jahre Untersuchungshaft im Gefängnis Moabit. Am 4. Juni 1937 wurden Rembte, Stamm und Maddalena zusammen mit Walter Griesbach und Käthe Lübeck vor dem Volksgerichtshof wegen Vorbereitung eines hochverräterischen Unternehmens angeklagt. Am 14. Juni wurden die Angeklagten für schuldig befunden: Rembte und Stamm wurden zum Tode verurteilt, Maddalena zu lebenslänglichem Zuchthaus, Griesbach und Lübeck zu je zwölf Jahren. Die Urteile riefen Proteste im Ausland hervor: So wurde in Aufrufen in Zeitungen wie der Times, News Chronicle und Daily Herald eine Aufhebung der Urteile gefordert, die aber keine Wirkung zeigten: Rembte und Stamm wurden am 4. November 1937 im Hof des Strafgefängnisses Plötzensee durch Enthaupten hingerichtet.
Heute erinnert ein Stolperstein vor dem Haus Oberschleems 29 in Hamburg an Rembte.